# Поузар, Зденек
Зденек Поузар (чеш. Zdeněk Pouzar; 13 апреля 1932, Ржичани — 4 июня 2023, Прага) — чешский ботаник и миколог. Специалист по грибам семейства Полипоровые (Polyporaceae), внёсший важный вклад в систематику этой группы.
Им определён ряд таксонов из царства грибов, некоторые виды родов: Альбатреллус (Albatrellus), Болетопсис (Boletopsis), Фомитопсис (Fomitopsis) и ряд других.
В ботанике — некоторые виды растений из родов Кошачья лапка (Antennaria), Ольховник (Duschekia), Щитовник (Dryopteris).
| |  |
| Некоторые виды, описанные Поузаром: Альбатреллус сливающийся (Albatrellus confluens (Alb. & Schwein.) Kotl. & Pouzar, 1957) Мегаколлибия широкопластинчатая (Megacollybia platyphylla (Pers.) Pouzar & Kotl., 1972) |  |

## Работы и публикации
- A Contribution to the Taxonomy of Some European Species of the Genus Antennaria Gaertn. 1962 в соавторстве с Jindřich Chrtek
- On the taxonomic position of Polyporus fractipes. 1976 в соавторстве с Франтишеком Котлаба
- Two new setae-less Phellinus species with large coloured spores (Fungi, Hymenochaetaceae) 1979 в соавторстве с Франтишеком Котлаба
- Sedesat Let Mykologa Svatopluka Sebka: Svatopluk Sebek Sexagenarius. 1986 в соавторстве с Josef Herink